# Антонелли, Дмитрий Иванович
Дми́трий Ива́нович Антоне́лли (1791 — 17 [29] марта 1842, Санкт-Петербург) — русский живописец, представитель петербургского академизма александровской эпохи; мастер исторической картины и церковный декоратор, портретист. Академик Императорской Академии художеств (с 1820).

## Биография
Учился в Императорской Академии художеств с 1797 года; ученик Григория Угрюмова. Во время академического курса получил медали: малую и большую серебряные за рисунки с натуры (1809 и 1810); малую золотую медаль за картину «Великодушный поступок царя Иоанна Васильевича» (1811); большую золотую медаль с аттестатом 1-й степени на звание художника XIV класса и правом на пенсионерскую поездку за картину «Нижегородский гражданин Козьма Минин, склоняющий сердца сограждан к пожертвованию всего имущества на спасение отечества» (1812). Из-за нехватки средств со стороны Академии художеств Антонелли был оставлен в качестве пенсионера до 1817 года.
В 1820 году был возведён в звание академика за написанный по программе портрет ректора скульптуры Ивана Мартоса (находился в зале совета Академии художеств; с 1923 года в Русском музее). Много занимался писанием образов для церквей и портретов.
Среди его работ можно отметить образы в иконостасе Благовещенской церкви Александро-Невской лавры — «Распятие» («Спаситель, умерший на кресте») и «Ессе homo» (с Гвидо Рени), а также образа́ четырёх евангелистов в парусах церкви Александровской мануфактуры (Н. П. Собко считались лучшим произведением Антонелли). Также писал акварелью (сохранился пейзаж «Неаполитанский залив» в собрании Третьяковской галереи — копия периода конца 1820-х годов предположительно с картины Сильвестра Щедрина).
Для присутственного зала Санкт-Петербургского Опекунского совета Д. И. Антонелли написал портреты императорской четы Николая І и Александры Фёдоровны, а также императрицы-матери Марии Фёдоровны и Екатерины II.
Был похоронен на Смоленском православном кладбище; могила не сохранилась.
Сын Пётр (1825–1885) — полицейский агент, фигурант дела петрашевцев.

## Портреты кисти Антонелли

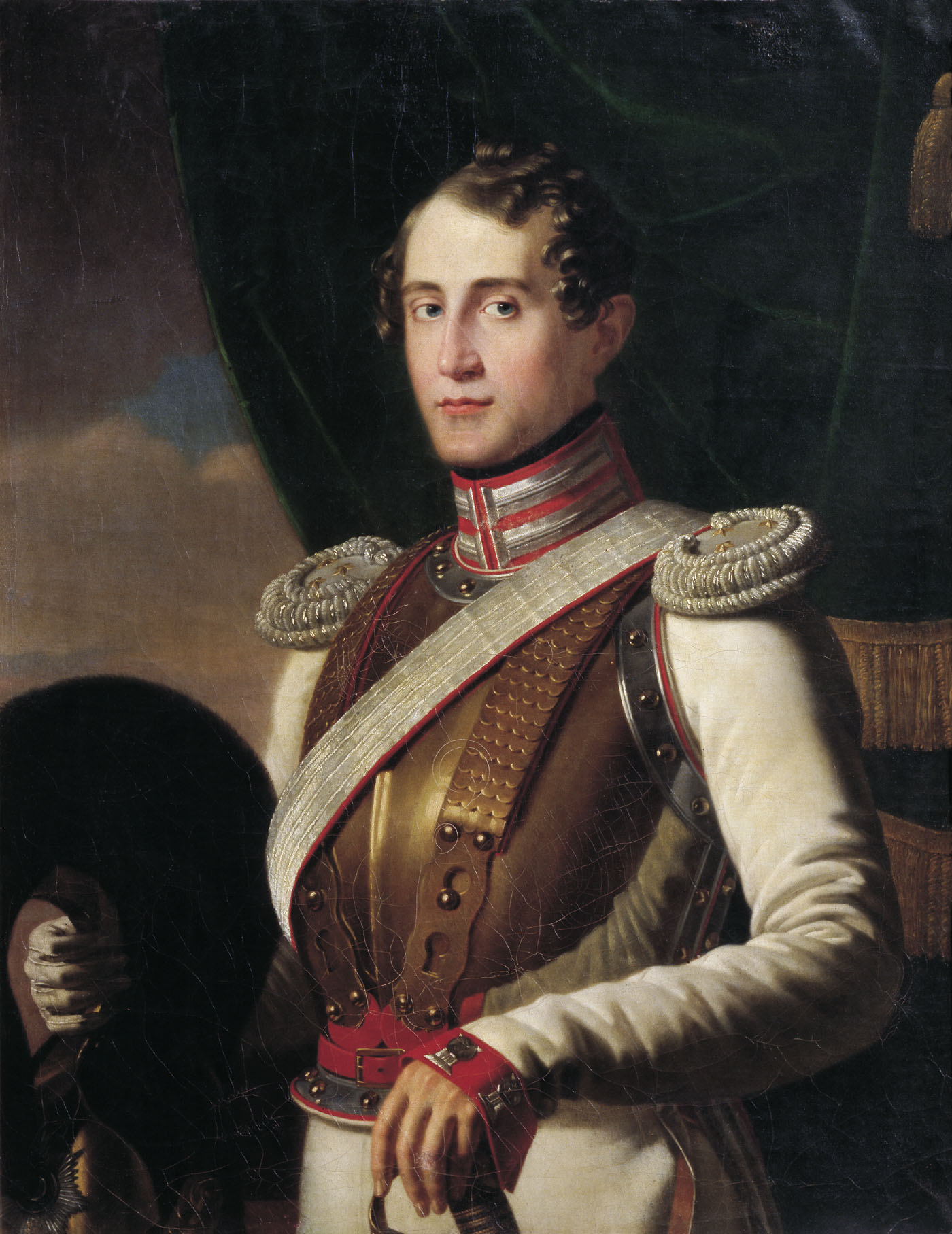
Андрей Николаевич Арапов (1807—1874) — в форме Поручика Лейб-гвардии Кавалергардского полка. 1829, Пензенская областная картинная галерея имени К. А. Савицкого
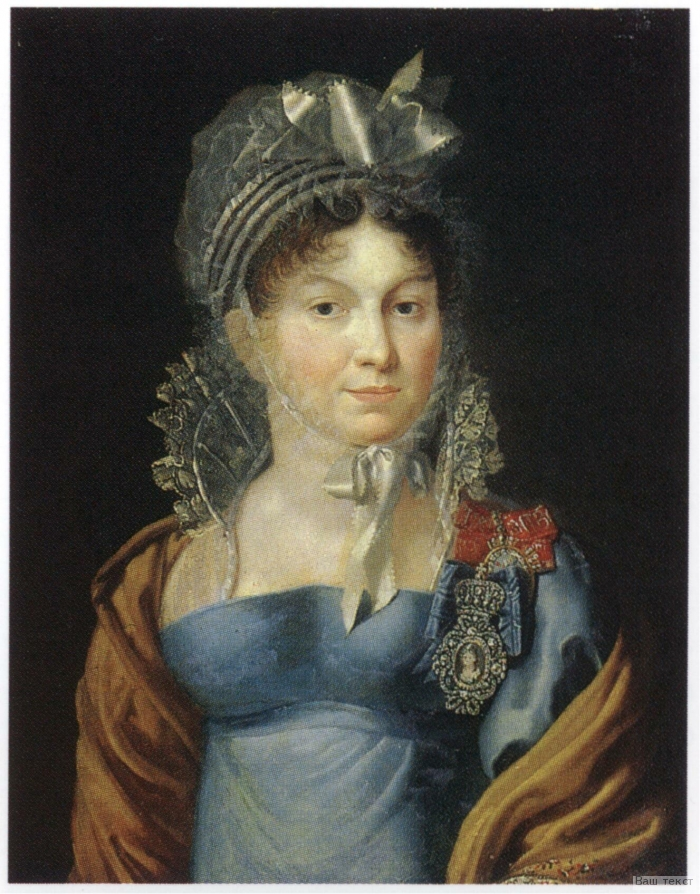
Графиня Прасковья Васильевна Мусина-Пушкина (1754—1826), статс-дама и кавалерственная дама, урождённая княжна Долгорукова, дочь генерал-аншефа В. М. Долгорукова-Крымского, супруга генерал-фельдмаршала В. П. Мусина-Пушкина. 1818, Государственный Русский музей[8].